# Quintanar de Rioja
Quintanar de Rioja es una pedanía de Villarta-Quintana, La Rioja (España). Se accede a ella por una carretera local que se inicia en Villarta o desde Castildelgado y Bascuñana (Burgos), por la N-120.
Quintanar está ubicado en un paraje típico de montaña, en la cara norte de los Montes de Ayago. Cuenta con un campo de fútbol sala. En 1998 el Ayuntamiento de Villarta-Quintana y los vecinos firmaron un convenio de traspaso de competencias para la gestión de los intereses propios locales. En su jurisdicción confluye el río Trinidad con el río Reláchigo, que desembocará en el río Tirón. Por Quintanar de Rioja se accede al pueblo burgalés de Avellanosa de Rioja.
- Datos: Q6095138